# 浪速製菓
浪速製菓株式会社（なにわせいか）は、昆布飴やこんにゃくゼリーなどの菓子を製造する食品会社。本社は、岐阜県本巣市。

## 企業概説
昆布飴などを製造販売する会社で、1927年（昭和2年）に創業し、2007年に創業80周年を迎えた。社名の"浪速"は創業当時大阪市難波に会社があったため。
現在は岐阜県本巣市に本社を置き、同市内に真正工場（営業本部・製造部門）を有する。

## 商品概説

### こんぶ飴
昆布からできたやわらかいキャンディー(昆布飴)で、創業から90年以上、販売されている。原料には北海道産の日高昆布を使用している。
昔からの「こんぶ飴」に加え、梅やハニーレモン、チョコレート味などのラインナップがある。

### 蒟蒻効果
コンニャク芋由来の成分を含み、生きて腸まで届く植物性乳酸菌（ラクリス菌）が入ったこんにゃくゼリー。ぶどう味・りんご味があり、ビニールの小包装になっている。しかし喉詰まり事故によっての製造・販売停止が発表された。

## 主な製品

### こんぶ飴
- 北海のこんぶ飴
- 梅昆布の里
- ごま昆布
- 黒糖こんぶ
- ソフトこんぶ飴[1]
- こんぶ飴レトロ調
- 蒟蒻効果（こんにゃくこうか）

### 蒟蒻効果
- 蒟蒻効果 ぶどう味
- 蒟蒻効果 りんご味

## 窒息事故をうけて
こんにゃく入りゼリーはゼラチンのものに比べて弾力性が高く、一口ずつ噛み切って食べるようにパッケージへの記載や、形状等の工夫がはかられていた。
同社のコンニャクゼリーは2007年に発売し、2008年8月26日に販路の拡大を目指すと発表したが、こんにゃく入りゼリーによる死亡事故が相次いだのを受け、業界の取り組みを受けて11月に製造を中止した。2009年3月3日、同社はこんにゃくにかわり、寒天を原材料に使ったゼリーの製造、販売を始めた。 